# Lincoln Log Cabin State Historic Site
Il Lincoln Log Cabin State Historic Site è un parco storico di 86 acri (0,3 km²) situato a 13 km a sud di Charleston (Illinois), nei pressi della città di Lerna (Illinois). Il fulcro dell'intera struttura è costituito da una replica della capanna di tronchi costruita e occupata da Thomas Lincoln I, padre del presidente degli Stati Uniti d'America Abraham Lincoln.
Lincoln non visse mai qui e solo occasionalmente fece visita al genitore, ma fornì bensì un aiuto finanziario alla famiglia e, dopo la morte di Thomas nel 1851, Abraham possedette e mantenne la fattoria a nome della sua matrigna Sarah Bush Lincoln. La cascina è gestita dalla "Illinois Historic Preservation Division".